# La voz de los muertos
La voz de los muertos (título original Speaker for the Dead, 1986) es una novela de ciencia ficción escrita por Orson Scott Card, segunda novela de la saga iniciada con El juego de Ender. Esta novela fue publicada un año después que la anterior, marcando un cambio significativo de registro a través una narración más filosófica y reflexiva sobre la naturaleza del ser humano y sus relaciones con otras formas de vida inteligentes. Al igual que El juego de Ender ganó los premios Hugo (1987) y Nebula (1986) a la mejor novela de ciencia ficción siendo Card el primer autor en la historia capaz de ganar ambos premios en años consecutivos.
Así como la primera novela había triunfado mayoritariamente entre el público juvenil y la crítica esta segunda novela presentaba un cambio de registro tan radical que decepcionó enormemente a los lectores de la primera, si bien contentó de nuevo a la crítica, especialmente su sector más exigente, al tratarse de una novela sutil en la que predomina la complejidad de los sentimientos de los personajes.
La voz de los muertos se publicó en una edición revisada en 1991 y fue seguida por Ender el xenocida e Hijos de la mente.

## Argumento
La voz de los muertos transcurre 3000 años después de los eventos de El juego de Ender. Debido a efectos relativistas Ender, (Andrew Wiggin) permanece joven (apenas 35 años) tras haber viajado a velocidades cercanas a la de la luz por toda la galaxia, saltando de planeta en planeta, acompañado por su hermana Valentine. Ender busca un lugar en el que depositar a la Reina Colmena, el último superviviente de los insectores, la raza a la que Ender casi extermina en la primera novela de la serie El juego de Ender, motivo por el que tiene un profundo sentimiento de culpa. Su última parada ha sido Trondheim, donde Valentine se ha casado. Mientras, en el planeta Lusitania, una colonia reciente, se ha encontrado una nueva especie inteligente, los pequeninos, unos mamíferos también llamados despectivamente cerdis. Los xenólogos planetarios, Pipo y su hijo Libo, los estudian con fuertes restricciones del congreso, que impide hacer preguntas directas o mostrarles tecnología humana. La joven Novinha entra a trabajar como xenobióloga, puesto vacante desde la muerte de sus padres, Os Venerados, que murieron combatiendo la  Descolada, un horrible virus que se bloquea con aditivos en la comida. Ender viaja allí como portavoz y se establece, revolucionando la vida de la colonia humana, pactando con los pequeninos y resucitando a la Reina Colmena. Pronto, las tres razas deberán trabajar juntas para evitar la destrucción del planeta, ya que el Congreso Estelar decide mandar a su Flota a atacar Lusitania para evitar la propagación de la descolada.
La novela examina las difíciles relaciones entre los humanos y los pequeninos (nombre portugués de los nuevos extraterrestres), su compleja biología y los intentos de Andrew de llevar la paz a una familia de investigadores brillante y atribulada cuyas vidas se han cruzado con la historia de los pequeninos. Los científicos tienen mucho cuidado de no realizar acciones que puedan dañarlos o contaminar su cultura para que esta vez, el contacto sea pacífico. Pero ese mundo entraña un grave peligro, un complejísimo virus llamado Descolada, capaz de desarmar las cadenas de ADN y reordenarlas nuevamente. Solo unas pocas especies nativas de Lusitania pudieron resistirla y los colonos sobreviven gracias a drogas supresoras que ingieren con el agua y los alimentos. En la novela aparece también Jane, una inteligencia artificial nacida espontáneamente entre las redes de comunicaciones de ansible de los humanos, gran amiga de Ender, y que se mantiene constantemente en contacto con él mediante una gema que éste lleva junto al oído. El principal aspecto destacado de la novela son las relaciones y sentimientos entre tan diversos tipos de personaje.
El título de la novela se refiere a la profesión que adquiere Ender en la novela. Los  Portavoces de los Muertos son viajeros representantes de un movimiento humanista, sacerdotes para aquellos que no creen en dioses pero sí en los valores y ética humanos. Los portavoces pronuncian discursos tras la muerte de un individuo intentando hablar por ellos y calmar el mal que las acciones de la vida del individuo pudiesen causar en la comunidad. Este movimiento surge como consecuencia del exterminio de los insectores por Ender en la primera novela que se transforma del odio inicial contra esta raza, a una posterior pena y culpabilidad de la humanidad al haberla exterminado. Ender, que se considera responsable último del exterminio, se ve a sí mismo como portador de la mayor culpa posible, y por ello se esfuerza por hablar en favor de aquellos que difícilmente pueden aspirar al perdón (asesinos, por ejemplo). En la novela, los Portavoces de los Muertos son considerados como el equivalente de un clérigo o sacerdote de una religión tradicional.